# Bondi Beach
A Bondi Beach egy népszerű, ha nem a legnépszerűbb strand, az ausztráliai Új-Dél-Wales-i Sydney városánál, a Tasman-tenger nyugati partján. 1851-ben alapították. A nevét az itt található Bondi külvárosról kapta. A nevének jelentése egy bennszülött szó, Bondi vagy Boondi, ami azt jelenti, hogy „víz feltörése sziklákon”. A Bondi Beach hét kilométerre található a központi üzleti negyedtől. A part körülbelül egy kilométer hosszú, és állandó turista látványosságként szolgál Sydney-nek. A parton a sportok közül a szörf és futás a legjelentősebb. Az állatvilág igen színes, mert bár a parttól kicsit messzebb, de még láthatók az erre úszó bálnák és delfinek, viszont a kék pingvinek egyes hónapokban a parton is megtalálhatók.
A Part 2007-ben bekerült a Guinness Rekordok Könyvébe, amikor is itt fotózták a legtöbb fürdőruhás nőt (pontosítva 1010-et). A Bondi Beach-t továbbá 2008-ban Ausztrália legnépszerűbb strandjává választották.

## Fordítás
- Ez a szócikk részben vagy egészben  a   Sydney című angol Wikipédia-szócikk fordításán alapul.  Az eredeti cikk szerkesztőit annak laptörténete sorolja fel. Ez a jelzés csupán a megfogalmazás eredetét és a szerzői jogokat jelzi, nem szolgál a cikkben szereplő információk forrásmegjelöléseként.